# Лядин, Евгений Иванович
Евге́ний Ива́нович Ля́дин (9 апреля 1926, Москва — 3 апреля 2011, там же) — советский футболист, выступавший на позиции полузащитника, а также советский и российский футбольный тренер. Мастер спорта СССР (1955). Заслуженный тренер СССР (1966).

## Карьера

### Клубная
Евгений Лядин начинал карьеру в футбольном клубе «Трудовые резервы» (Москва), в котором играл с 1944 по 1947 годы.
В 1948 году перешёл в московский «Локомотив». В период с 1948 по 1956 годы Лядин сыграл в составе команды 136 матчей и отметился четырьмя голами.
Завершил карьеру игрока в 1957 году в составе футбольного клуба «Шахтёр» (Кадиевка).

### Тренерская
Первые шаги в тренерской карьере Евгений Лядин сделал в олимпийской сборной СССР по футболу, в которой работал одним из тренеров.
В период с 1965 по 1974 годы был главным тренером юношеской сборной СССР по футболу и с 1979 по 1982 годы. Под его руководством команда дважды становилась чемпионом Европы (1966, 1967) и единожды бронзовым призёром этого чемпионата (1969).
Лядин воспитал таких известных футболистов, как Олег Блохин, Леонид Буряк, Анатолий Байдачный.
Тренировал также футбольный клуб «Зоб Ахан», выступавший в чемпионате Ирана в 1974—1978 и 1994—1995 годах.
Скончался 3 апреля 2011 года, не дожив 6 дней до своего 85-летнего юбилея.

## Достижения

### Как тренера
- Победитель чемпионата Европы (юноши до 19 лет): 1966, 1967
- Бронзовый призёр чемпионата Европы (юноши до 19 лет): 1969

## Награды

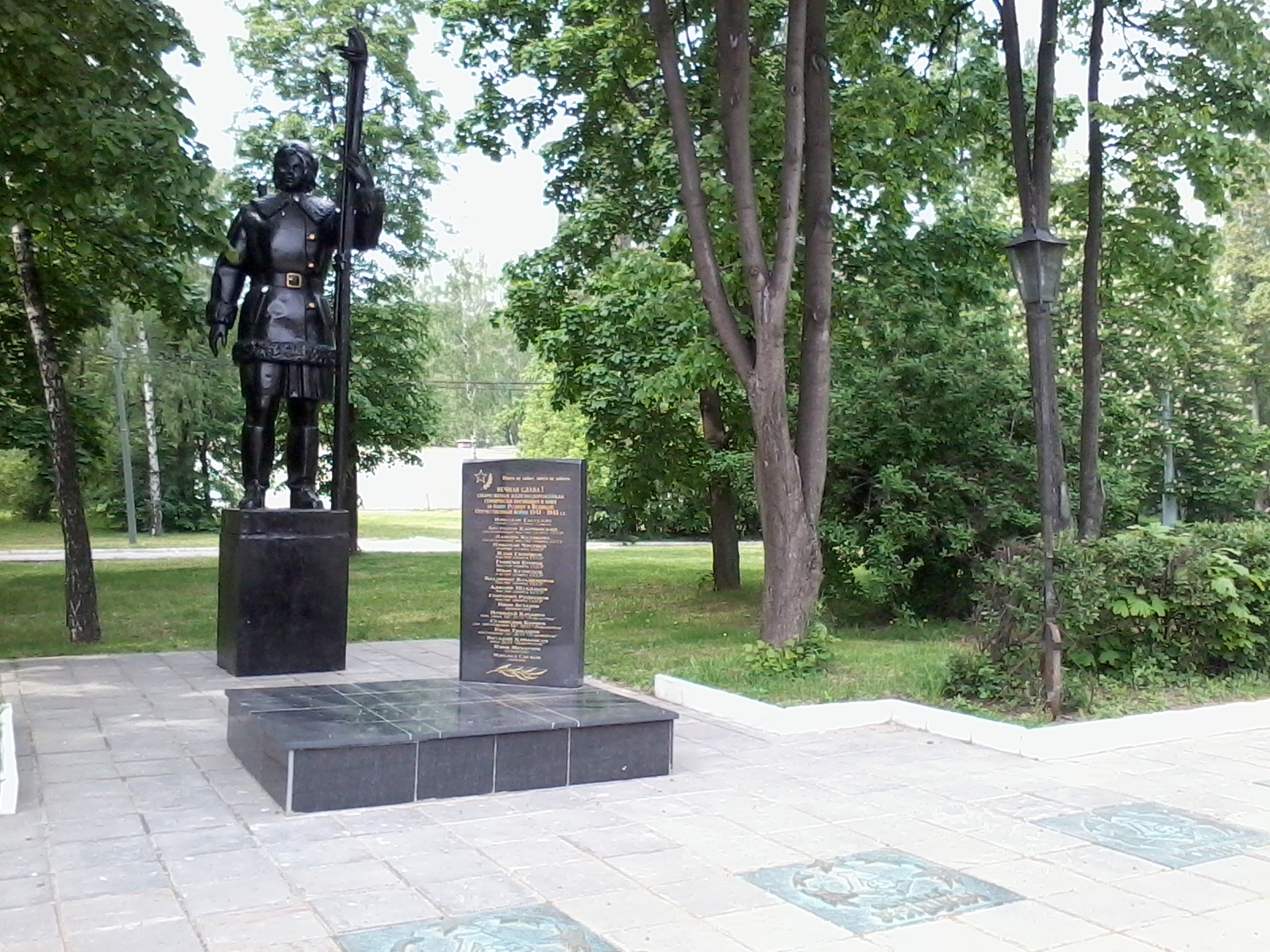
Аллея Славы

- Заслуженный тренер СССР: 1966

## Память
- Его имя увековечено на Аллее славы стадиона «РЖД Арена».